# Omphalea diandra
Omphalea diandra är en törelväxtart som beskrevs av Carl von Linné. Omphalea diandra ingår i släktet Omphalea och familjen törelväxter. Inga underarter finns listade i Catalogue of Life.